# Anatolij Starostin
Anatolij Wasiljewicz Starostin (ros. Анатолий Васильевич Старостин; ur. 18 stycznia 1960 w Duszanbe) – były radziecki pięcioboista nowoczesny, złoty medalista letnich igrzysk olimpijskich w Moskwie indywidualnie i drużynowo, srebrny medalista drużynowo letnich igrzysk olimpijskich z Barcelony w barwach Wspólnoty Niepodległych Państw.